# Coburger Schmätzchen

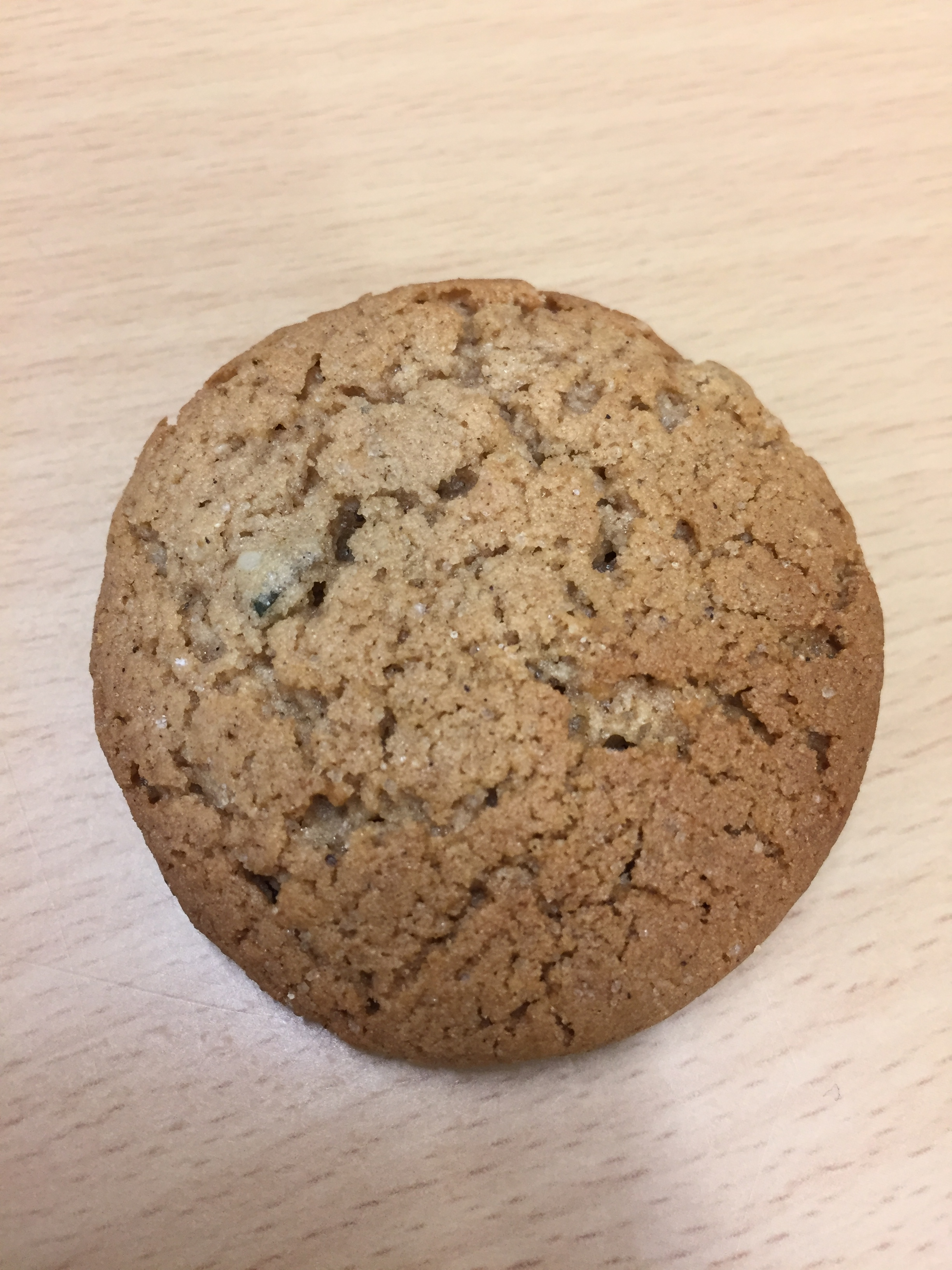
Ein selbstgebackenes Coburger Schmätzchen

Coburger Schmätzchen, auch Coburger Schmätzle oder Coburger Goldschmätzchen (letztere mit Blattgold verziert), sind eine Lebkuchen-Spezialität, die seit dem späten 19. Jahrhundert unter der Firma Wilhelm Feyler Hoflieferant Bayerische Lebkuchen- und Feingebäck-Fabrik in Coburg produziert wird und bereits 1904 als Warenzeichen eingetragen wurde. Der Name kommt vom Itzgründischen „Schmätzle“ und bedeutet so viel wie „Küsschen“.

## Geschichte
Die Lebkuchenbäcker gehörten in Coburg seit dem Mittelalter – spätestens, seitdem Coburg Residenzstadt war – zu den Berufsständen der Stadt. Sie bildeten 1643 eine eigene Zunft und stellten das ganze Jahr nur Lebkuchen her. Das Coburger Schmätzchen war ursprünglich ein im Thüringer Raum verbreitetes einfaches Sirupplätzchen. Dies brachte den Bäckermeister Wilhelm Feyler auf die Idee, daraus eine mit Mandeln, Honig und Gewürzen verfeinerte Spezialität zu entwickeln. Daher gründete er am 1. Oktober 1892 eine Spezial- und Feinbäckerei. Fünf Jahre später belieferte er das Coburger Herzogshaus mit seinen Erzeugnissen und bekam von Herzog Alfred von Sachsen-Coburg und Gotha die Auszeichnung „Hofbäcker“ verliehen. 1907 erfolgte die Ernennung zum Hoflieferanten durch Herzogin Marie von Sachsen-Coburg und Gotha, Großfürstin von Russland. Im frühen 20. Jahrhundert präsentierte Wilhelm Feyler seine Produkte auf den Weltausstellungen in Paris und Brüssel, dort wurden die Schmätzchen mit Goldmedaillen und einem Ehrenkreuz ausgezeichnet.

## Herstellung
Zuerst wird ein Lagerteig aus Honig und Weizenmehl hergestellt. Dieser ruht anschließend mehrere Monate an einem dunklen, kühlen und trockenen Ort. Nach dem Reifeprozess des Teigs wird dieser erwärmt und durch Zugabe von gerösteten Haselnüssen, Mandeln, Zitronat, Orangeat, Honig und Gewürzen zu einem festen Teig verarbeitet. Anschließend werden aus dem fertigen Teig 3 cm große Plätzchen geformt und gebacken. Bei den Goldschmätzchen folgt anschließend noch ein Produktionsschritt, bei dem die Schmätzchen in dunkle Schokolade getaucht und mit Blattgold verziert werden.